# Middenkous

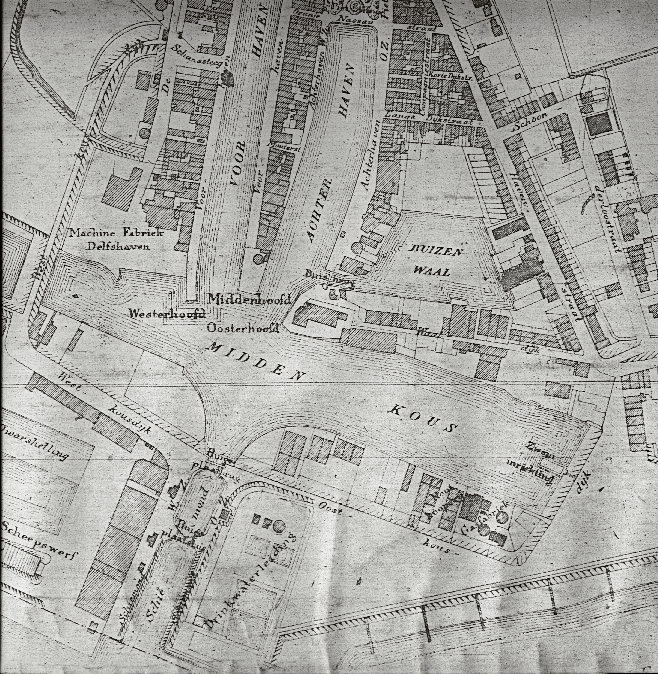
De Middenkous op een kaart van de dienst Gemeentewerken uit 1903

De Middenkous is een oude haven in Rotterdam-Delfshaven. De haven is ontstaan in 1875 na het afdammen van de West Kous en de Oost Kous, de bevaarbare geul tussen Delfshaven en de Ruige Plaat, die Delfshaven van de Nieuwe Maas scheidde.

## Kous
Een "kous" heeft in dit verband dezelfde betekenis als een "kil", een geul dan wel smal kanaal tussen banken, droogten of platen enz., met name in zee vóór de kust, zoals de Kous in het Brouwershavense Gat, tussen Goeree en de Middelplaat voordat de Brouwersdam werd gebouwd. Er zijn, dan wel waren, dus meer "kousen".

## Geschiedenis
De Voorhaven en de Achterhaven in Delfshaven stonden vanaf het begin in rechtstreekse verbinding met de Nieuwe Maas. Voor de monding van deze havens ontwikkelde zich in de loop der eeuwen een grote zandbank, de Ruigeplaat. In de tweede helft van de negentiende eeuw, niet lang vóór de vereniging van Delfshaven met Rotterdam, werd besloten deze Ruigeplaat te ontwikkelen. De Kous, die veel eerder in het spraakgebruik en op de kaart al was gesplitst in een West Kous aan de westzijde van de ingang van de Voorhaven en Achterhaven en een Oost Kous aan de oostzijde van de genoemde haveningangen, werd daartoe afgedamd bij de Westkousdijk en de Oostkousdijk. De Ruigeplaat werd doorgegraven en van sluizen voorzien. Deze sluis met het voorhaventje werd de Schiemond genoemd. In 1968 is de Ruigeplaatsluis gesloten en heeft de Westzeedijk de verbinding tussen de Middenkous en de Nieuwe Maas verbroken.
De Middenkous is tegenwoordig een ligplaats voor pleziervaart en vormt de verbinding tussen de Voorhaven en de Achterhaven.